# Pobuđe
Pobuđe (cyr. Побуђе) – wieś w Bośni i Hercegowinie, w Republice Serbskiej, w gminie Bratunac. W 2013 roku liczyła 993 mieszkańców.